# تشارلز وايت (صحفي الموسيقى)
تشارلز وايت (بالإنجليزية: Charles Wyatt)‏ هو صحفي الموسيقى أمريكي، ولد في 1943.